# Wide area network
WAN is de afkorting voor wide area network. De term wordt weinig zelfstandig gebruikt, meestal heeft men het over WAN-verbindingen.
Een wide area network kan verspreid zijn over een redelijk groot oppervlak zoals een land of een continent. Het omvat een verzameling machines om gebruikersprogramma's op te laten draaien. Deze machines worden hosts genoemd.

## Host
Hosts zijn eigendom van de gebruikers (bv. De pc van een gezin) en zijn verbonden door een communicatiesubnet, dat vaak beheerd wordt door telefoonmaatschappijen of internetserviceproviders.
De taak van het subnet is om de berichten van host tot host te dragen, zoals een telefoonsysteem de woorden van de zender naar de ontvanger brengt.

## Werking
De meeste wide area networks bestaan uit twee duidelijk te onderscheiden componenten, namelijk de transmissielijnen en de switching-elementen.
De transmissielijnen verplaatsen bits tussen de verschillende hosts. Ze kunnen gemaakt zijn van koper, glasvezel of radiolinks.
De switching-elementen zijn gespecialiseerde computers die twee of meer transmissielijnen met elkaar verbinden. Wanneer data arriveert op een inkomende lijn dan moet het switching-element een uitgaande lijn kiezen om de data verder door te sturen. Deze gespecialiseerde computers hebben vele namen maar staan het meest bekend als router.
De meeste WANs hebben meerdere transmissielijnen, elke lijn verbindt een paar routers. Als twee routers met elkaar willen communiceren maar geen transmissielijn hebben die ze met elkaar verbindt, dan gebeurt de transmissie via andere routers. Deze wachten tot het volledige pakket is aangekomen en zenden het dan verder naar de volgende halte. Dit noemt men packet switching.
Om dit goed te laten verlopen zal de host-verzender alle data opdelen in pakketten en die nummeren, zodat de pakketten in de juiste volgorde over het netwerk verzonden ofwel door de host-ontvanger in de juiste volgorde geplaatst kunnen worden.